# Коновалово (Курганская область)
Коновалово — село в Макушинском муниципальном округе Курганской области. До июля 2020 года административный центр Коноваловского сельсовета.

## История
Возникло в 1896 году в связи со строительством железнодорожного разъезда. До 1917 года в составе Кривинской волости Курганского уезда Тобольской губернии. По данным на 1926 год разъезд состоял из 27 хозяйств. В административном отношении входил в состав Головинского сельсовета Макушинского района Курганского округа Уральской области. В 1966 году указом Президиума Верховного Совета РСФСР поселки при железнодорожной станции Коновалово и отделении Макушинского совхоза, фактически слившиеся в единый населённый пункт, объединены в посёлок Коновалово'.

## Население
| 1989 | 2002 | 2010 |
| ---- | ---- | ---- |
| 761  | ↗849 | ↘711 |

По данным переписи 1926 года на разъезде проживало 119 человек (50 мужчин и 69 женщин), в том числе: русские составляли 100 % населения.